# Jonathan Freeman (acteur)
Jonathan Freeman est un acteur américain, né le 5 février 1950 à Cleveland, dans l'Ohio (États-Unis). Il a régulièrement participé à des comédies musicales à Broadway, dont dernièrement Aladdin. Il est par ailleurs célèbre pour avoir prêté sa voix au personnage de Jafar dans plusieurs productions Disney.

## Filmographie
- 1987 : Prise (Forever, Lulu) d'Amos Kollek : Don
- 1988 : Homeboy : Hotel Room Man
- 1989 : Kids-TV (série TV) : D.J. Macaw
- 1990 : Business oblige (A Shock to the System) : Decorator in Bob's Office
- 1990 : Shining Time Station Christmas: 'Tis a Gift (TV) : Tito Swing
- 1992 : Aladdin : Grand Vizier Jafar (voix)
- 1994 : Le Retour de Jafar (The Return of Jafar) (vidéo) : Red Genie: Jafar (voix)
- 1995 : Aladdin on Ice (TV) : Jafar (voix)
- 1996 : L'Associé (The Associate) : Hockey game executive
- 1997 : Ice Storm (The Ice Storm) : Ted Franklin
- 2001 : Disney's tous en boîte (House of Mouse) (série TV) : Jafar (voix)
- 2001 : The Lullaby of Broadway: Opening Night on 42nd Street (TV) : Bert Barry
- 2001 : Mickey, la magie de Noël (Mickey's Magical Christmas: Snowed in at the House of Mouse) (vidéo) : Jafar (voix)
- 2002 : Mickey's House of Villains (vidéo) : Jafar (voix)
- 2005 : The Producers : Ticket Taker
- 2014 : Mune: Le Gardien de la Lune (Mune : Guardian of the moon) : Leeyoon (voix)
- 2019 : Love Again (Endings, Beginnings) de Drake Doremus : Graham
- 2023 : Il était une fois un studio de Dan Abraham et Trent Correy : Jafar (voix)

## Comédie musicales - Broadway
- Aladdin - Jafar (Original Broadway Cast)
- Mary Poppins - Admiral Boom et the Bank Chairman (Broadway Remplacement)
- La Petite Sirène - Grimsby (Original Broadway Cast)
- La Belle et la Bête - Big Ben  (Broadway Remplacement)
- The Producers - Roger De Bris (Remplacement)
- 42nd Street - Bert Barry
- On the Town - Pitkin W. Bridgework
- How to Succeed in Business Without Really Trying - Mr. Bratt
- She Loves Me - Headwaiter (Nommé pour le Tony Award for Best Performance by a Featured Actor in a Musical)
- Platinum - Minky
- Sherlock Holmes - Lightfoot McTague (Remplacement – RSC Transfer)